# The Platinum Collection (альбом Queen)
«The Platinum Collection: Greatest Hits I, II & III» — бокс-сет британського рок-гурту «Queen», до якого увійшли три альбоми найкращих хітів: «Greatest Hits», «Greatest Hits II» і «Greatest Hits III». Альбом вийшов 13 листопада 2000 року на лейблі «Parlophone Records». Буклет з фактами й зображеннями до пісень також включили в комплект з трьох дисків. Випуск в США було відкладено «Hollywood Records» до вересня 2002 року, внаслідок цього представили японський реліз 2001 року, з ремастованими версіями «Greatest Hits Volumes 1» і «2» для американської і канадської версій «The Platinum Collection».
Альбом досяг максимальної 2-ї позиції в британських чартах, перше місце посів альбом Moby «18».
27 червня 2011 року, в рамках святкування 40-річчя «Queen», «The Platinum Collection» перевидали у Великій Британії, а також в інших країнах в усьому світі. Реліз складався з ремастера всіх трьох альбомів 2011 року.
У 2018 році альбом досяг максимальної 9-ї позиції в американському «Billboard 200» після успіху фільму «Богемна рапсодія» і альбому-саундтреку до нього, внаслідок цього вперше до «топ-10» чарту альбомів США потрапило два альбоми «Queen». У 2019 альбом досяг піку, посівши 6-ту позицію в американському «Billboard 200» завдяки ціні продажу в iTunes Store протягом тижня відстеження.

## Трек-лист

### CD 1
| Диск перший: Greatest Hits (1981, британська версія) | Диск перший: Greatest Hits (1981, британська версія)            | Диск перший: Greatest Hits (1981, британська версія) | Диск перший: Greatest Hits (1981, британська версія) | Диск перший: Greatest Hits (1981, британська версія) |
| #                                                    | Назва                                                           | Автор                                                | Оригінальний альбом                                  | Тривалість                                           |
| ---------------------------------------------------- | --------------------------------------------------------------- | ---------------------------------------------------- | ---------------------------------------------------- | ---------------------------------------------------- |
| 1.                                                   | «Bohemian Rhapsody»                                             | Фредді Мерк'юрі                                      | A Night at the Opera, 1975                           | 5:55                                                 |
| 2.                                                   | «Another One Bites the Dust»                                    | Джон Дікон                                           | The Game, 1980                                       | 3:36                                                 |
| 3.                                                   | «Killer Queen»                                                  | Мерк'юрі                                             | Sheer Heart Attack, 1974                             | 2:57                                                 |
| 4.                                                   | «Fat Bottomed Girls» (синглова версія)                          | Браян Мей                                            | Jazz, 1978                                           | 3:15                                                 |
| 5.                                                   | «Bicycle Race»                                                  | Мерк'юрі                                             | Jazz                                                 | 3:01                                                 |
| 6.                                                   | «You're My Best Friend»                                         | Дікон                                                | A Night at the Opera                                 | 2:52                                                 |
| 7.                                                   | «Don't Stop Me Now»                                             | Мерк'юрі                                             | Jazz                                                 | 3:29                                                 |
| 8.                                                   | «Save Me»                                                       | Мей                                                  | The Game                                             | 3:48                                                 |
| 9.                                                   | «Crazy Little Thing Called Love»                                | Мерк'юрі                                             | The Game                                             | 2:42                                                 |
| 10.                                                  | «Somebody to Love»                                              | Мерк'юрі                                             | A Day at the Races, 1976                             | 4:56                                                 |
| 11.                                                  | «Now I'm Here»                                                  | Мей                                                  | Sheer Heart Attack                                   | 4:10                                                 |
| 12.                                                  | «Good Old-Fashioned Lover Boy»                                  | Мерк'юрі                                             | A Day at the Races                                   | 2:54                                                 |
| 13.                                                  | «Play the Game»                                                 | Мерк'юрі                                             | The Game                                             | 3:33                                                 |
| 14.                                                  | «Flash» (синглова версія)                                       | Мей                                                  | Flash Gordon, 1980                                   | 2:48                                                 |
| 15.                                                  | «Seven Seas of Rhye»                                            | Мерк'юрі                                             | Queen II, 1974                                       | 2:47                                                 |
| 16.                                                  | «We Will Rock You»                                              | Мей                                                  | News of the World, 1977                              | 2:01                                                 |
| 17.                                                  | «We Are the Champions»                                          | Мерк'юрі                                             | News of the World                                    | 2:59                                                 |
| 18.                                                  | «Teo Torriatte (Let Us Cling Together)» (бонус-трек для Японії) | Мей                                                  | A Day at the Races                                   | 5:05                                                 |

### CD 2
| Диск другий: Greatest Hits II (1991) | Диск другий: Greatest Hits II (1991)                      | Диск другий: Greatest Hits II (1991) | Диск другий: Greatest Hits II (1991) | Диск другий: Greatest Hits II (1991) |
| #                                    | Назва                                                     | Автор                                | Оригінальний альбом                  | Тривалість                           |
| ------------------------------------ | --------------------------------------------------------- | ------------------------------------ | ------------------------------------ | ------------------------------------ |
| 1.                                   | «A Kind of Magic»                                         | Роджер Тейлор                        | A Kind of Magic, 1986                | 4:22                                 |
| 2.                                   | «Under Pressure» (з Девідом Бові) (редагована версія)     | «Queen», Девід Бові                  | Hot Space, 1982                      | 3:56                                 |
| 3.                                   | «Radio Ga Ga»                                             | Тейлор                               | The Works, 1984                      | 5:43                                 |
| 4.                                   | «I Want It All»                                           | Браян Мей                            | The Miracle, 1989                    | 4:01                                 |
| 5.                                   | «I Want to Break Free» (синглова версія)                  | Дікон                                | The Works                            | 4:18                                 |
| 6.                                   | «Innuendo»                                                | Тейлор, Мерк'юрі                     | Innuendo, 1991                       | 6:27                                 |
| 7.                                   | «It's a Hard Life»                                        | Мерк'юрі                             | The Works                            | 4:09                                 |
| 8.                                   | «Breakthru»                                               | Тейлор, Мерк'юрі                     | The Miracle                          | 4:09                                 |
| 9.                                   | «Who Wants to Live Forever» (редагована версія)           | Мей                                  | A Kind of Magic                      | 4:57                                 |
| 10.                                  | «Headlong» (оригінал з LP-видання Innuendo)               | Мей                                  | Innuendo                             | 4:33                                 |
| 11.                                  | «The Miracle» (ремікс)                                    | Мерк'юрі, Дікон                      | The Miracle                          | 4:24                                 |
| 12.                                  | «I'm Going Slightly Mad» (оригінал з LP-видання Innuendo) | Мерк'юрі, Пітер Стрейкер             | Innuendo                             | 4:07                                 |
| 13.                                  | «The Invisible Man»                                       | Тейлор                               | The Miracle                          | 3:58                                 |
| 14.                                  | «Hammer to Fall» (синглова версія)                        | Мей                                  | The Works                            | 3:40                                 |
| 15.                                  | «Friends Will Be Friends»                                 | Мерк'юрі, Дікон                      | A Kind of Magic                      | 4:07                                 |
| 16.                                  | «The Show Must Go On» (раннє зникнення)                   | Мей                                  | Innuendo                             | 4:23                                 |
| 17.                                  | «One Vision» (синглова версія)                            | Мей, Тейлор                          | A Kind of Magic                      | 4:02                                 |
| 18.                                  | «I Was Born to Love You» (бонус-трек для Японії)          | Мерк'юрі                             | Made in Heaven, 1995                 | 4:50                                 |

### CD 3
| Диск третій: Greatest Hits III (1999) | Диск третій: Greatest Hits III (1999)                                                            | Диск третій: Greatest Hits III (1999) | Диск третій: Greatest Hits III (1999)                                             | Диск третій: Greatest Hits III (1999) |
| #                                     | Назва                                                                                            | Автор                                 | Оригінальний альбом                                                               | Тривалість                            |
| ------------------------------------- | ------------------------------------------------------------------------------------------------ | ------------------------------------- | --------------------------------------------------------------------------------- | ------------------------------------- |
| 1.                                    | «The Show Must Go On» (концерт в Théâtre National de Chaillot, Париж, Франція, з Елтоном Джоном) | Мей                                   |                                                                                   | 4:35                                  |
| 2.                                    | «Under Pressure» (з Девідом Бові (Rah mix))                                                      | Дікон, Мерк'юрі, Бові                 |                                                                                   | 4:08                                  |
| 3.                                    | «Barcelona» (синглова версія (виконано Фредді мерк'юрі Монтсеррат Кабальє)                       | Мерк'юрі, Майк Моран                  | Barcelona, 1988                                                                   | 4:25                                  |
| 4.                                    | «Too Much Love Will Kill You»                                                                    | Мей, Френк Маскер, Елізабет Лемерс    | Made in Heaven                                                                    | 4:18                                  |
| 5.                                    | «Somebody to Love» (концерт на стадіоні «Вемблі» з Джорджем Майклом)                             | Мерк'юрі                              | Five Live (EP, 1993)                                                              | 5:07                                  |
| 6.                                    | «You Don't Fool Me»                                                                              | Тейлор, Мерк'юрі                      | Made in Heaven                                                                    | 5:22                                  |
| 7.                                    | «Heaven for Everyone» (синглова версія)                                                          | Тейлор                                | Made in Heaven                                                                    | 4:37                                  |
| 8.                                    | «Las Palabras de Amor (The Words of Love)»                                                       | Мей                                   | Hot Space                                                                         | 4:29                                  |
| 9.                                    | «Driven by You» (виконано Браяном Меєм)                                                          | Мей                                   | Back to the Light, 1992                                                           | 4:09                                  |
| 10.                                   | «Living on My Own» (міск з альбому Джуліан Реймонд (виконано Фредді Мерк'юрі))                   | Мерк'юрі                              | ремікс з The Freddie Mercury Album, 1992, оригінальна версія на Mr. Bad Guy, 1985 | 3:37                                  |
| 11.                                   | «Let Me Live»                                                                                    | Тейлор, Мерк'юрі                      | Made in Heaven                                                                    | 4:45                                  |
| 12.                                   | «The Great Pretender» («The Platters», кавер-версія (виконано Фредді Мерк'юрі))                  | Бак Рем                               | неальбомний сингл, 1987, пізніше випущений у The Freddie Mercury Album            | 3:26                                  |
| 13.                                   | «Princes of the Universe»                                                                        | Мерк'юрі                              | A Kind of Magic                                                                   | 3:31                                  |
| 14.                                   | «Another One Bites the Dust» (з додатковим вокалом Віклефа Джина)                                | Дікон                                 | Small Soldiers (саундтрек), 1998                                                  | 4:20                                  |
| 15.                                   | «No-One but You (Only the Good Die Young)»                                                       | Мей                                   | Queen Rocks, 1997                                                                 | 4:11                                  |
| 16.                                   | «These Are the Days of Our Lives»                                                                | Тейлор                                | Innuendo                                                                          | 4:22                                  |
| 17.                                   | «Thank God It's Christmas»                                                                       | Тейлор, Мей                           | неальбомний різдвяний сингл, 1984                                                 | 4:19                                  |

## Чарти
| Чарт (2001)                             | Позиція |
| --------------------------------------- | ------- |
| Німеччина (German Albums Chart)         | 54      |
| Нідерланди (Netherlands Top 100 Albums) | 5       |

| Чарт (2002)                             | Позиція |
| --------------------------------------- | ------- |
| Бельгія (Belgium (Flanders) 100 Albums) | 10      |
| Італія (Italian Top 20 Albums)          | 3       |
| Велика Британія (UK Albums Chart)       | 2       |
| США (US Billboard 200)                  | 48      |

| Чарт (2003)                           | Позиція |
| ------------------------------------- | ------- |
| Данія (Danish Top 40 Albums)          | 10      |
| Норвегія (Norwegian Top 40 Albums)    | 2       |
| Португалія (Portuguese Top 30 Albums) | 29      |

| Чарт (2005)                      | Позиція |
| -------------------------------- | ------- |
| Франція (French Compilations)    | 13      |
| Іспанія (Spanish Top 100 Albums) | 5       |
| Швейцарія (Swiss Top 100 Albums) | 41      |

| Чарт (2008)                               | Позиція |
| ----------------------------------------- | ------- |
| Нова Зеландія (New Zealand Top 40 Albums) | 10      |
| Швеція (Swedish Top 60 Albums)            | 4       |

| Чарт (2011)                       | Позиція |
| --------------------------------- | ------- |
| Фінляндія (Finnish Top 50 Albums) | 14      |

| Чарт (2012)                             | Позиція |
| --------------------------------------- | ------- |
| Бельгія (Belgium (Wallonia) 100 Albums) | 3       |

| Чарт (2018–19)                       | Позиція |
| ------------------------------------ | ------- |
| Австралія (ARIA)                     | 4       |
| Австрія (Austrian Top 75 Albums)     | 3       |
| Франція (SNEP)                       | 1       |
| Німеччина (Offizielle Top 100)       | 5       |
| Італія (FIMI)                        | 3       |
| Польща (ZPAV)                        | 1       |
| Шотландія (OCC)                      | 8       |
| Швейцарія (Schweizer Hitparade)      | 2       |
| Велика Британія (OCC)                | 8       |
| США (Billboard 200)                  | 6       |
| США (US Top Rock Albums (Billboard)) | 1       |

| Чарт (2018)           | Позиція |
| --------------------- | ------- |
| Польща (ZPAV)         | 6       |
| Південна Корея (Gaon) | 2       |

## Сертифікації
| Країна | Сертифікація | Продано    |
| --- | ------------ | ---------- |
| Австралія (ARIA)                                                                                            | 2×Платина    | 140,000^   |
| Бельгія (BEA)                                                                                               | Платина      | 50,000*    |
| Данія (IFPI Denmark)                                                                                        | Платина      | 20,000^    |
| Фінляндія (Musiikkituottajat)                                                                               | Золото       | 15,623     |
| Франція (SNEP)                                                                                              | 2×Платина    | 200,000*   |
| Німеччина (BVMI)                                                                                            | Платина      | 300,000^   |
| Італія (FIMI)                                                                                               | 2×Платина    | 120,000*   |
| Нова Зеландія (RMNZ)                                                                                        | Платина      | 15,000^    |
| Норвегія (IFPI Norway)                                                                                      | Платина      | 50,000*    |
| Польща (ZPAV)                                                                                               | Діамант      | 100,000*   |
| Південна Корея (Gaon Chart)                                                                                 | —            | 11,805     |
| Іспанія (PROMUSICAE)                                                                                        | 2×Платина    | 200,000^   |
| Швейцарія (IFPI Switzerland)                                                                                | Золото       | 25,000^    |
| Велика Британія (BPI)                                                                                       | 7×Платина    | 2,100,000^ |
| США (RIAA)                                                                                                  | 2×Платина    | 666,666^   |
| Всього |              |            |
| Європа (IFPI)                                                                                               | 3×Платина    | 3,000,000* |
| *Дані про продажі, засновані тільки на сертифікації ^ Дані про постачання, засновані тільки на сертифікації |              |            |